# بوريسلاف ستانكوفيتش
بوريسلاف ستانكوفيتش (بالسيريلية الصربية: Борислав Станковић) مواليد 9 يوليو 1925 في البوسنة والهرسك، هو لاعب كرة سلة صربي سابق تحول إلى التدريب بعد الاعتزال بدأ مسيرته الاحترافية في سنة 1946. اعتزل اللعب في 1953. أصبح إداريا للعبة في عدة جهات مثل اللجنة الأولمبية الدولية والاتحاد الدولي لكرة السلة. دخل قاعة نايسميث التذكارية لمشاهير كرة السلة.

## روابط خارجية
- بوريسلاف ستانكوفيتش على موقع الاتحاد الدولي لكرة السلة (الإنجليزية)
- بوريسلاف ستانكوفيتش على موقع قاعة مشاهير كرة السلة للسيدات (الإنجليزية)
- بوريسلاف ستانكوفيتش على موقع اللجنة الأولمبية الدولية (الإنجليزية)
- بوريسلاف ستانكوفيتش على موقع أوليمبيديا (الإنجليزية)